# Di Marsciano

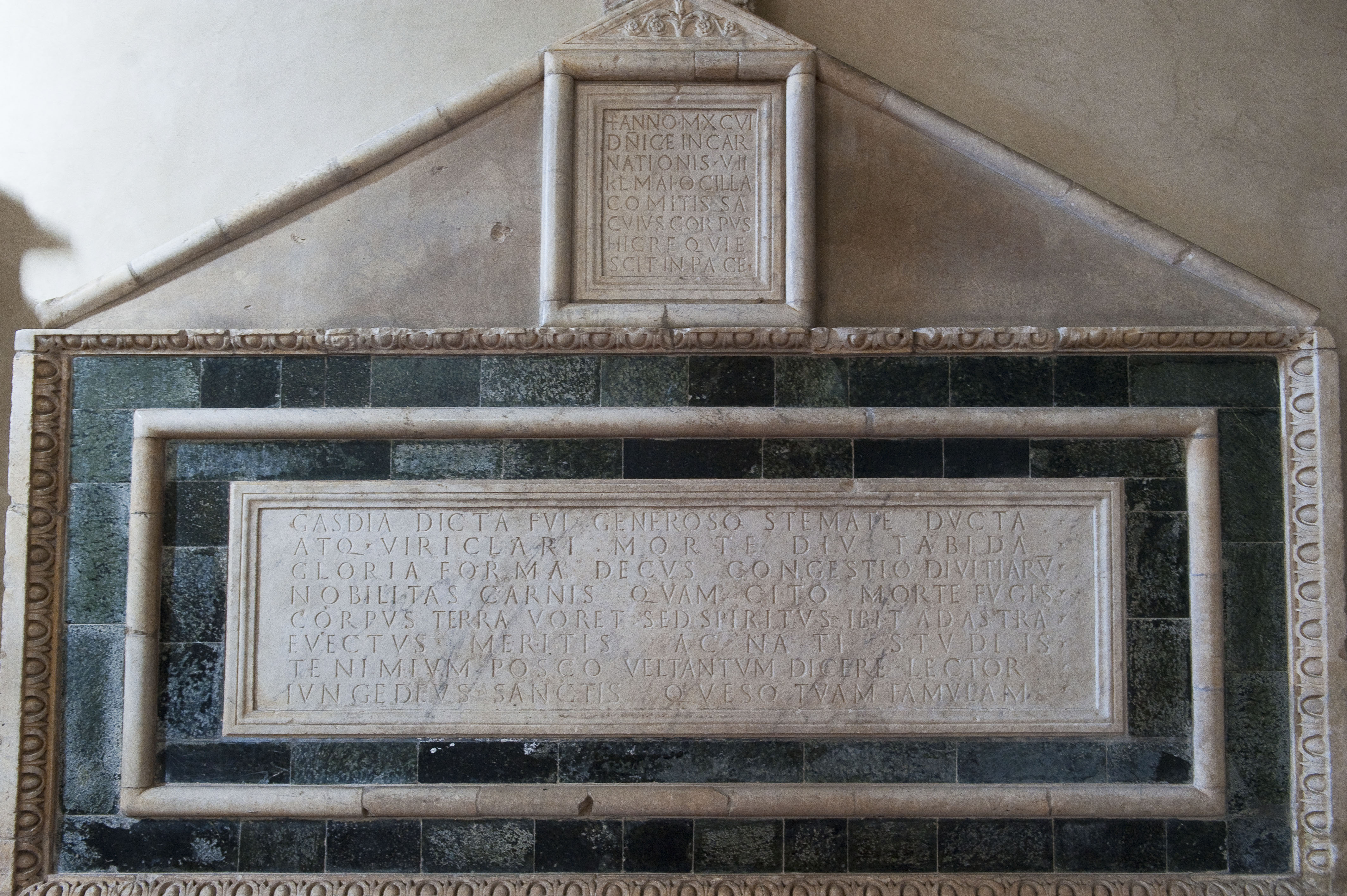
Abbazia dei Santi Salvatore e Lorenzo a Settimo: tomba delle contesse Cilla e Gasdia, nipoti del conte Cadolo, presunto progenitore dei Marsciano

La famiglia di Marsciano o dei Conti di Marsciano è una famiglia originaria dell'Umbria. Unì sotto di sé i rami “di Parrano”, “di Montegiove” e “di Migliano”, predicati originati da quelli che furono i più importanti feudi familiari.

## Storia

### Origini
Secondo quanto scritto nel testamento del 1476 del capitano di ventura Antonio di Marsciano, fu fama diffusa dei suoi tempi che la famiglia avesse avuto origini dai barbari Burgundi.
Lo storico Ferdinando Ughelli, ipotizza l'origine di questa famiglia dai Cadolingi, risalendo nella storia familiare fino alla persona del conte Cadolo (X secolo).
Gli storici moderni sono invece più favorevoli ad accogliere l'ipotesi secondo cui la famiglia discenda dai Conti di Chiusi, come peraltro riportato dallo stesso Antonio di Marsciano nel suo testamento, secondo il quale questa notizia sarebbe stata tramandata dai suoi avi.

### XI e XII secolo
La storia della famiglia è tracciata dall'XI secolo fino all'anno 1667 nell'opera di Ferdinando Ughelli, che ne ha pure ricostruito la genealogia per mezzo di un dettagliato albero genealogico. Il lavoro dell'Ughelli venne commissionato da Lorenzo di Marsciano.

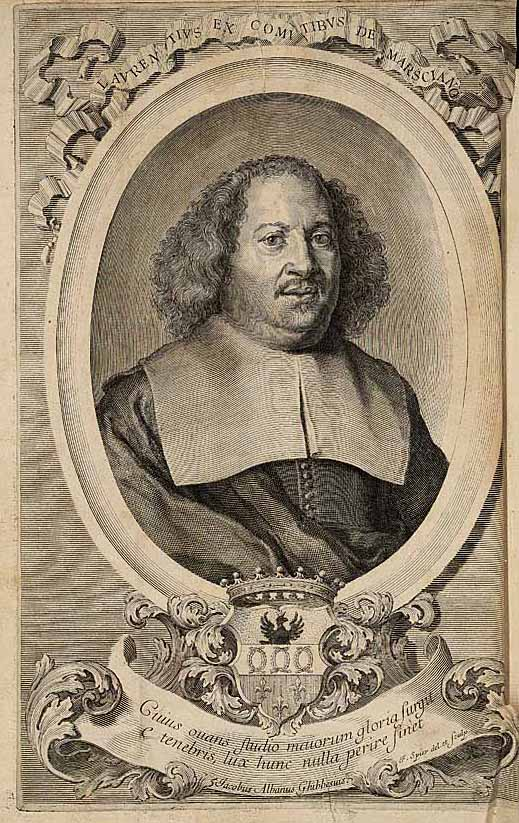
Ritratto di Lorenzo di Marsciano nell'incisione di Francesco Spierre

Quello che si può considerare come il capostipite della famiglia viene identificato in Bernardo di Bulgarello che nel 1118 per primo riceve in feudo dal Vescovo di Orvieto il castello di Parrano, primo insediamento umbro. Da lì i suoi successori si diffondono gradualmente e rapidamente nella fascia fino a Marsciano, occupandone tutti i feudi interposti, e formando così uno strategico “cuscino” tra i due potenti comuni di Orvieto e Perugia.

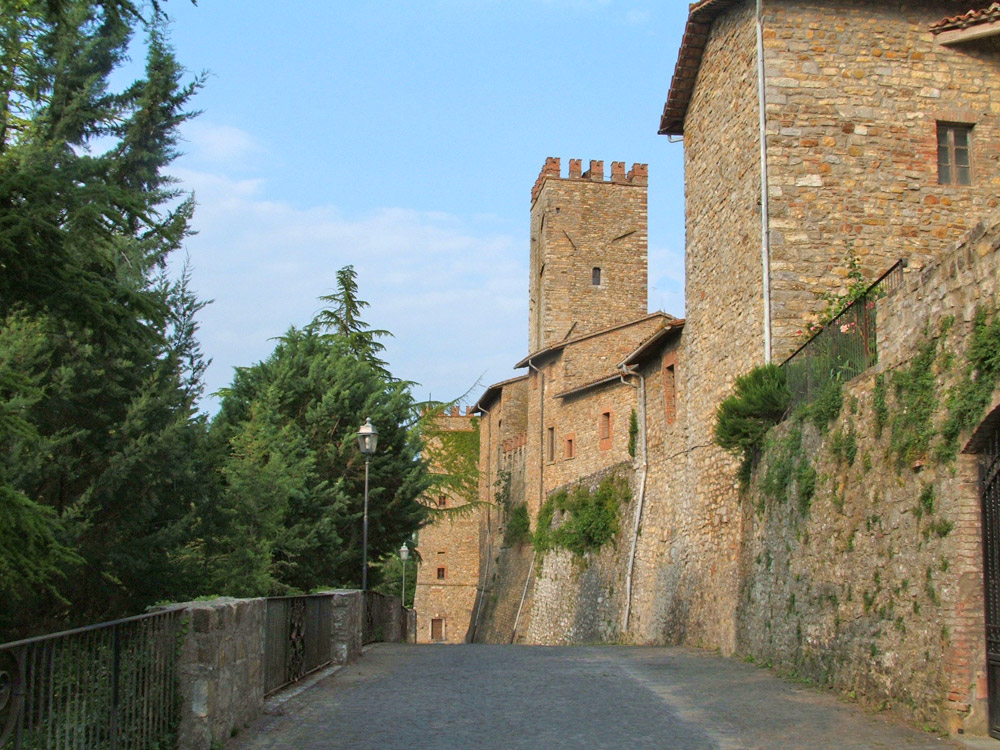
Il castello di Parrano (TR)

### XIII secolo
Nel 1216 Bulgarello di Raniero viene eletto podestà di Perugia, e nel 1217 viene nominato come testimone nella Lega tra perugini e aretini contro il comune di Città di Castello.
Nel 1235 Raniero di Bulgarello viene eletto podestà di Verona, per poi venire scelto nel 1250 con la stessa carica a Perugia e nel 1251 a Firenze.

Nel 1263 già Bulgarello e Bernardino di Raniero occupano il castello di Poggio Aquilone, nel 1273 i castelli di Monteleone e Montegabbione, e risultano avere proprietà terriere a Castel di Fiori. Nel 1269 i due anzidetti compaiono in un documento con il predicato "di Marsciano", che l'Ughelli sottolinea esser la fonte più antica da lui ritrovata ove è presente questo appellativo.

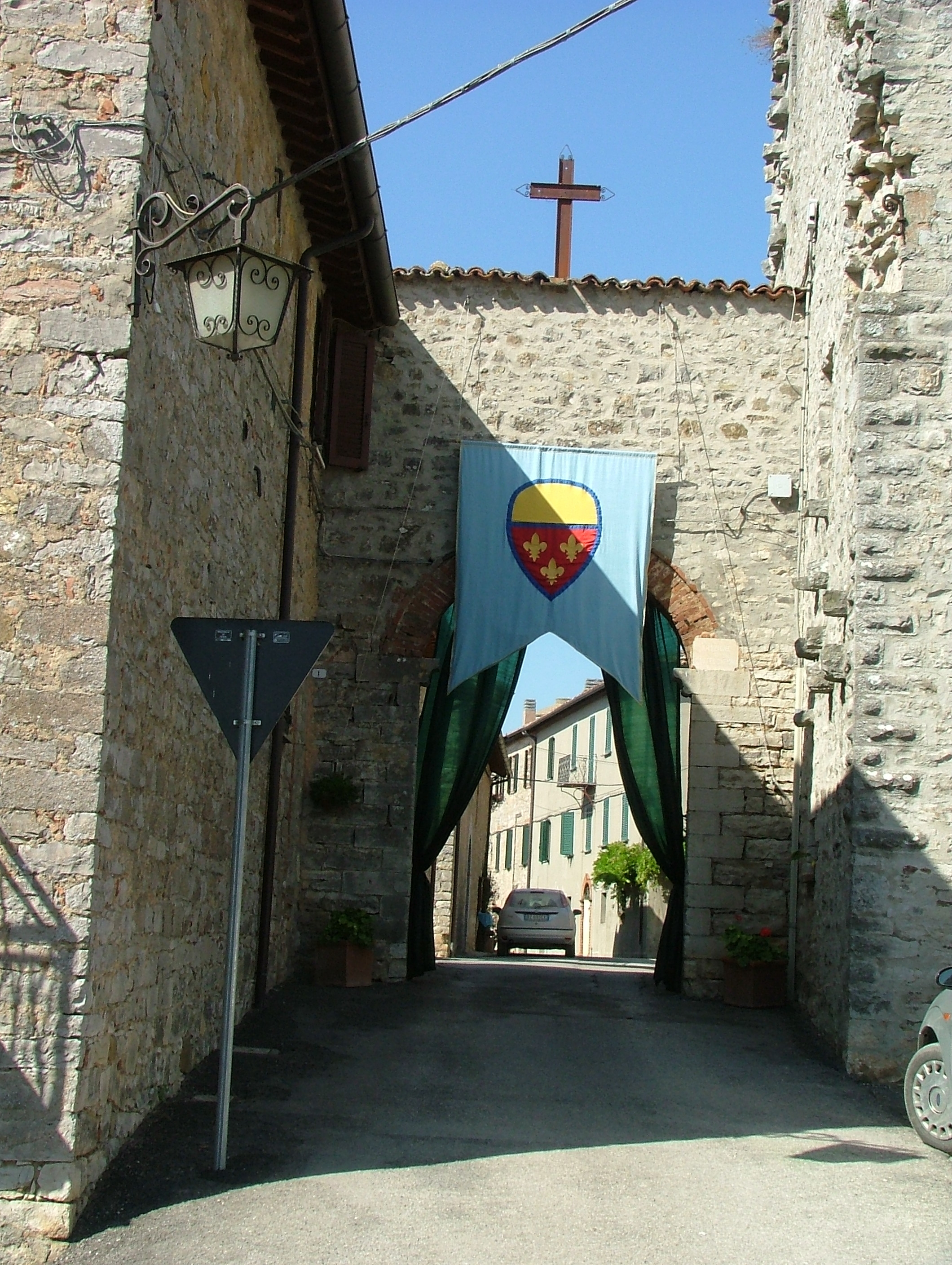
Ingresso di Castel di Fiori con stemma dei Conti Marsciano

Nel 1280 Nardo di Bulgaruccio con i fratelli Nerio e Ugolino dividono per mezzo di atto con Bernardino i castelli di Marsciano, Poggio Aquilone, Migliano, Castel Vecchio in Val d'Orcia, la villa di S. Pietro in Sigillo e di S. Croce, la montagna di Carnaiola, ed il castello di Parrano. Il 15 aprile 1281 Nardo con i fratelli e con lo zio Bernardino di Raniero vendono il castello di Marsciano al comune di Perugia per 5000 libre, pur mantenendo il titolo di conti di Marsciano, fin ai tempi moderni, oltre ad alcuni possedimenti.

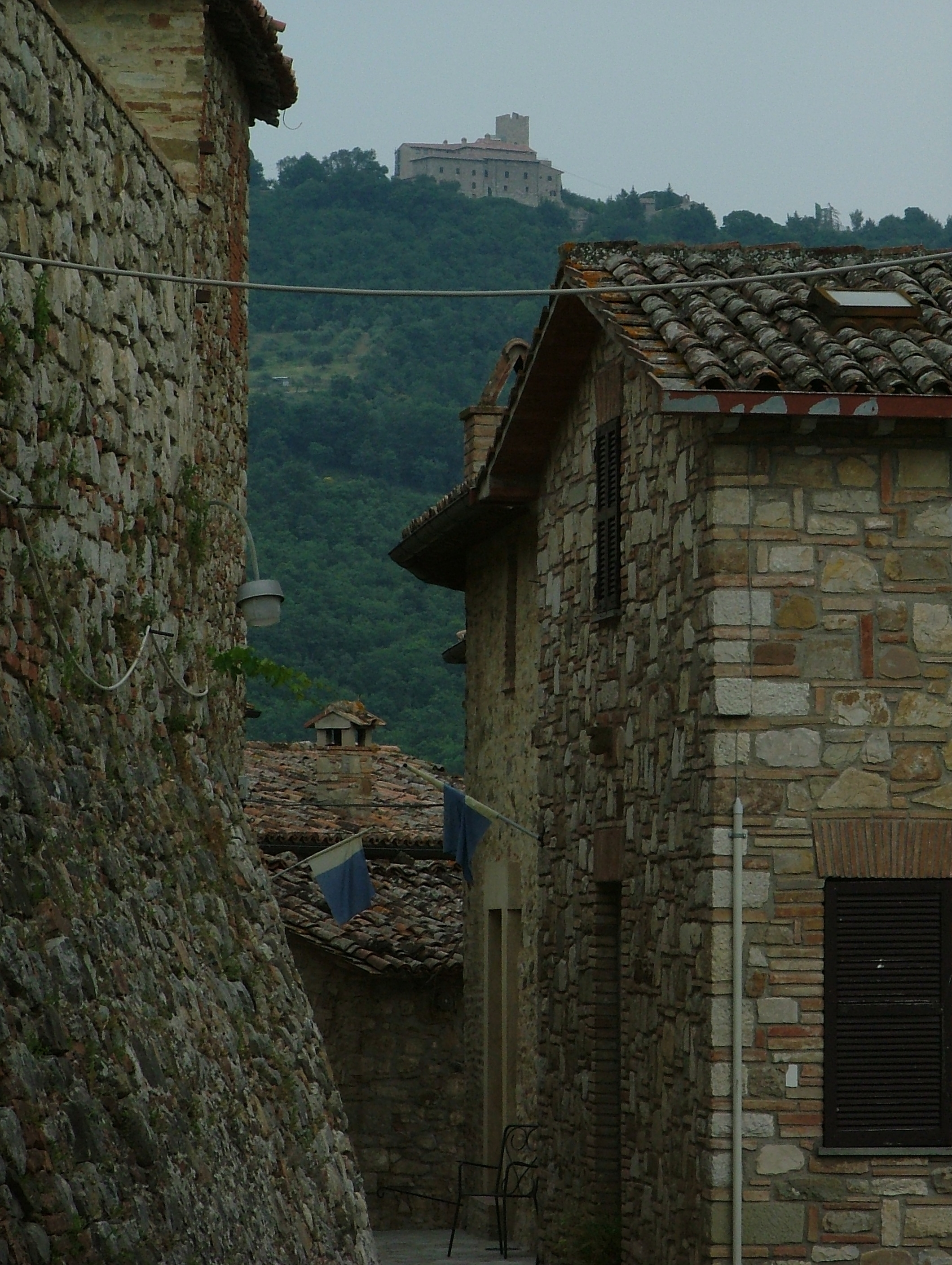
Dal castello di Poggio Aquilone, un "cannocchiale" sul soprastante castello di Civitella dei Conti

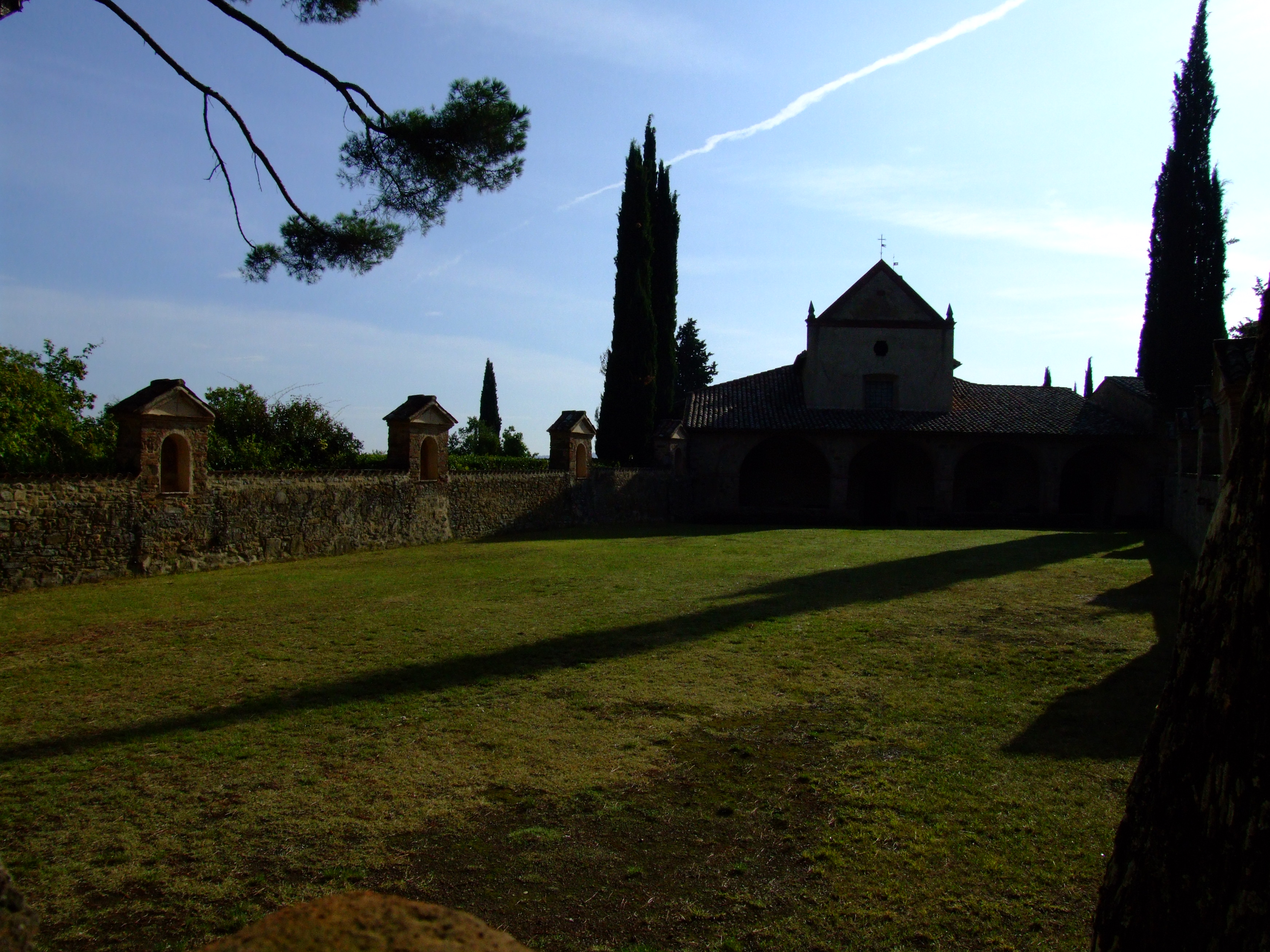
L'ingresso all'antichissimo convento de La Scarzuola

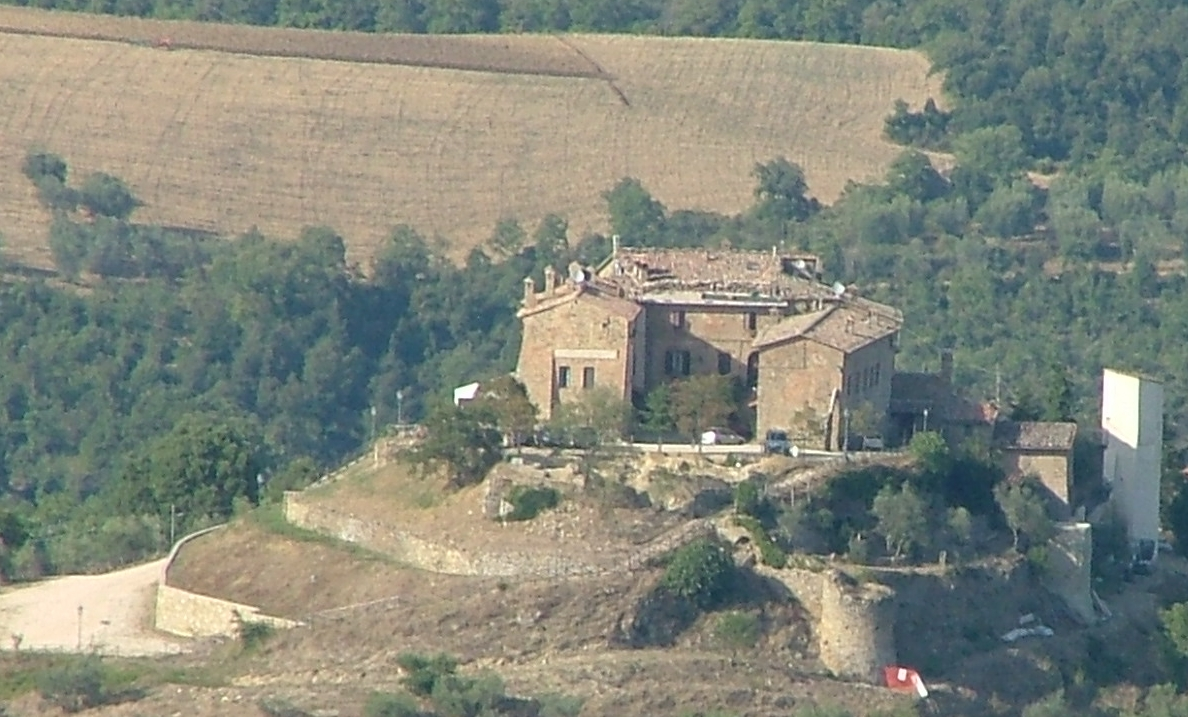
L'antichissimo castello di Migliano nei pressi di Marsciano

Nerio di Bulgaruccio, una volta venduto il castello di Marsciano, nel 1282 chiede permesso al Vescovo di Orvieto di costruire vicino a Montegiove un oratorio, ove poter far celebrare la messa. Il permesso viene accordato e viene quindi costruita una chiesa che ora si chiama La Scarzuola. La leggenda vuole che qui si fosse fermato San Francesco e che con una frasca di una pianta palustre, la scarza, avesse costruito una capanna per dimorarvi. La Scarzuola da semplice chiesa diviene poi convento, mantenendo il patronato dei Conti di Marsciano per molti secoli, e la sepoltura degli stessi discendenti della famiglia fino al XIX secolo. Nel 1283 Nerio, dopo la morte della moglie, si fa frate del Terzo Ordine francescano, e vive con abito di penitenza nella propria casa.

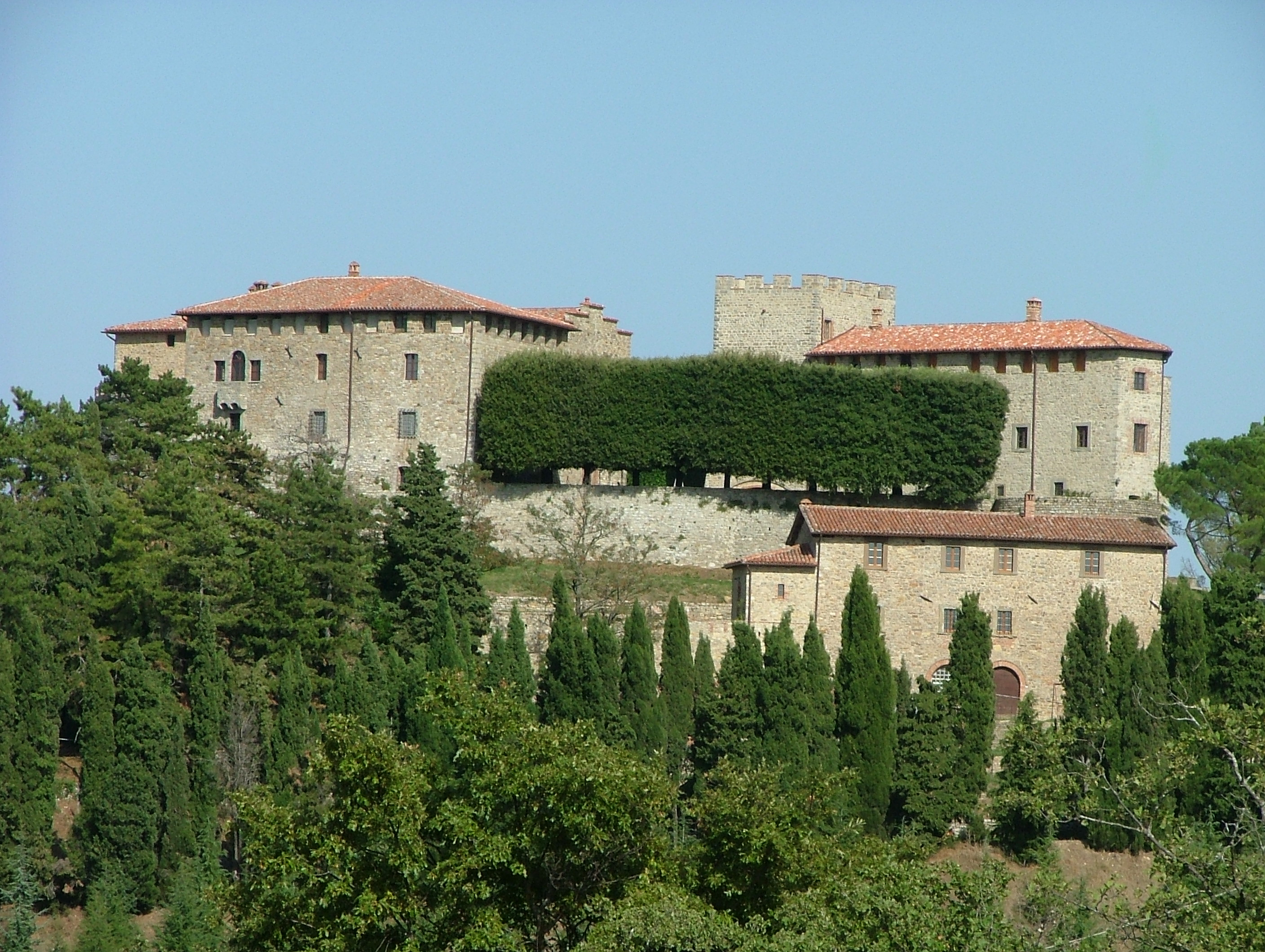
Il castello di Montegiove nel comune di Montegabbione

Nel 1296 Cello di Bernardino è podestà dì Orvieto, carica che successivamente avrà pure a Todi.

### XIV secolo
Nel 1310 Bulgaruccio di Ugolino viene eletto Capitano dell'esercito dei Guelfi di Todi. Molto stimato dal Duca Piero, fratello del Re di Napoli, che transitava in Toscana in aiuto dei Guelfi contro i pisani, effettua per questo sovrano una ambasciata presso Orvieto per avere aiuto in denaro e soldati. Bulgaruccio, raccolti i combattenti necessari, parte per la Toscana, ove partecipa alla Battaglia di Montecatini, rimanendo prigioniero del Capitano ghibellino Uguccione della Faggiola. Una volta portato prigioniero a Pisa interviene il comune di Perugia che con una ambasciata chiede ad Orvieto uno scambio di prigionieri. Il comune orvietano acconsente, ma mentre si tratta lo scambio Bulgaruccio muore in Pisa nel mese di settembre, incarcerato nella Torre della fame, anche se con pareri discorsi che sostengono invece che egli sia morto nella casa dei suoi familiari.
Nel 1325 Tiberuccio di Lamberto si trova con altri Marsciani con un esercito schierato contro il castello di Campiglia, la cosa si conclude tre anni dopo quando Tiberuccio viene incluso nell'accordo di tregua stipulata tra le parti.
Nel 1350 Bulgaro di Tiberuccio conclude una transazione con il comune di Orvieto, che lo obbliga a pagare 1000 fiorini, e a lasciare in ostaggio il fratello Ugolino fino al pagamento della somma dovuta. Nel 1351 Ugolino riesce a evadere dalla prigione, cosa che provoca l'irritazione del Comune che organizza un esercito contro Bulgaro per distruggere Castel Brandetto a la Badia d'Acqua Alta, ora Castel di Fiori, suoi possedimenti. I due fratelli sono assaliti e poi banditi dal territorio d'Orvieto. Bulgaro si decide quindi a pagare il debito contratto, ed il bando viene consequenzialmente revocato. Una volta riappacificatosi con il comune di Orvieto diviene, nel 1355 per questo comune, Connestabile della Cavalleria.

Sempre nel 1355 Bandino di Nerio di Nardo sposa Fiandina Monaldeschi ed acquista Civitella della Montagna (odierna Civitella dei Conti) dagli eredi di Leoncello di Fiordivoglia, antichi signori di quel castello. 

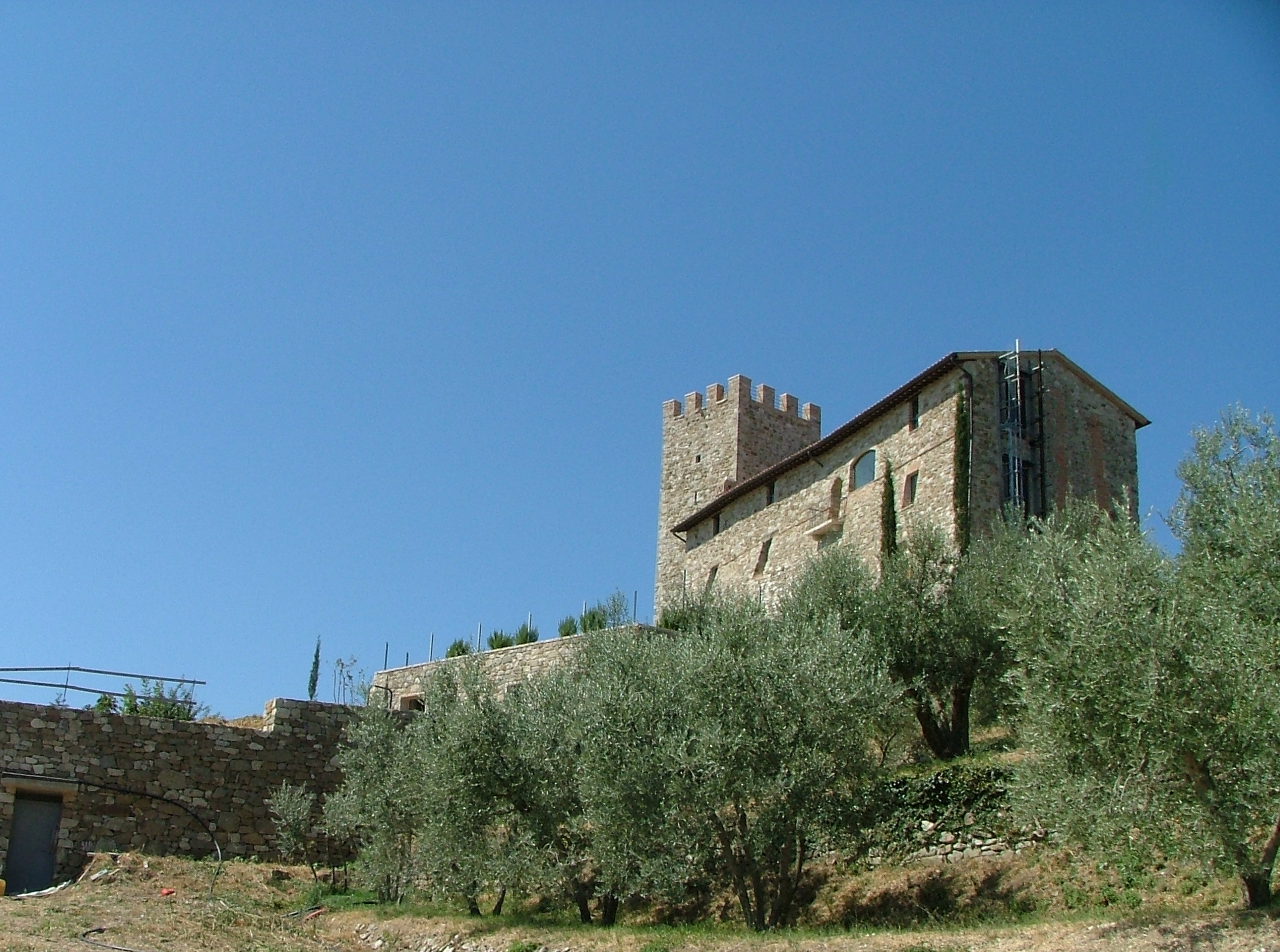
Il castello di Civitella dei Conti - San Venanzo (TR)

Nel 1357 nasce a Montegiove Angelina di Marsciano, religiosa fondatrice del Terzo Ordine Regolare di San Francesco, beatificata l'8 marzo 1825 da Papa Leone XII.

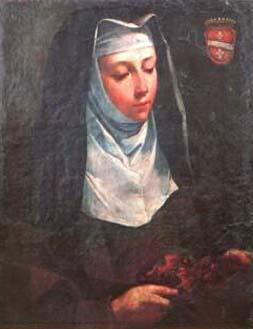
La Beata Angelina di Marsciano, fondatrice del Terz'Ordine Regolare Francescano

Nel 1381 i fratelli Piergiovanni e Ranuccio di Petruccio sono contrapposti ai parenti fratelli Nicolò e Mariano di Jacopo nelle lotte partigiane tra Muffati e Mercorini a Perugia.

### XV secolo
Nelle lotte tra Perugia e Siena contro Mantova, è implicato Manno di Piergiovanni, subendo quest'ultimo un attacco a Poggio Aquilone da parte dell'aretino Giovanni Tarlati, detto "il tedesco", militante per i senesi, che lo costringe ad uscire allo scoperto con il fuoco. Fin dal 1395 Manno si schiera fedelmente dalla parte dei Muffati con i quali nel 1434 prende a forza i castelli di Monteleone e Montegabbione, tenuti fin al 1437, e poi restituiti ad Orvieto in occasione della venuta del cardinale Giovanni Maria Vitelleschi.
Nel 1400 il castello di Montegiove si ribella a Manno, il quale è obbligato a rimanere fuori da esso per molto tempo. Nel 1409 Manno stesso regala il castello di Civitella dei Conti al famoso capitano perugino Ceccolino Michelotti, con un gesto che l'Ughelli definisce "d'ostentazione".
Guerriero di Pier Giovanni milita per molti anni col Gattamelata al servizio dei veneziani. Nel 1434, capitano di cavalleria, rimane prigioniero ad Imola del Duca Filippo Maria Visconti di Milano. Nel 1473 viene mandato dal Gattamelata con trecento cavalli e duecento fanti alla conquista di Chiari in Val Camonica, e poi a soccorrere Brescia, indi è vittorioso nella battaglia contro i Milanesi sul fiume Sarca. Sposa Arpalice Salimbeni, della omonima potente famiglia senese.
Nel 1436 Ranuccio di Manno è podestà di Rieti, e sotto questo nel 1452 nasce la ribellione di Parrano nella quale il popolo scaccia i conti dal castello e si divide i beni di questi. La ribellione si ripropone nel 1454, e in questa occasione gli uomini del castello, per scongiurare ogni possibile ritorno dei Marsciano, offrono il castello a Pier Ludovico Borgia, nipote di papa Callisto III. I conti allora scongiurano il papa di non privarli di tale feudo, dal momento stesso che i loro antenati trecento anni prima avevano edificato lo stesso castello. Nel 1455 il castello, retto pro-tempore dal Cardinale Camerlengo, viene finalmente recuperato con la forza dallo stesso Ranuccio, aiutato dai Perugini.
Nel 1414 Uguccione di Bulgaro, con il fratello Ugolino ed altri Marsciani milita in favore di Re Ladislao I di Napoli, ed è Commissario dell'Esercito Regio nella espugnazione di Roma, Orvieto e Viterbo, per questi motivi viene fatto cancellare da tutte le querele e condanne su di lui pendenti, emesse dagli orvietani. Nel 1436 Giovanni di Guido dei nobili di Seano cerca di sottrargli il castello di Rotecastello, di cui Uguccione è signore.

Il 20 dicembre del 1429 nasce a Migliano Antonio di Ranuccio di Manno. Egli viene educato sin dalla sua giovinezza alle armi dallo zio Guerriero di Marsciano e dallo zio materno Gentile di Leonessa, capitani di ventura al soldo della Repubblica veneta, e da Erasmo da Narni detto il Gattamelata, famosissimo e ricchissimo capitano, anch'egli al soldo di Venezia, che è predestinato a diventare suo suocero. La figlia Todeschina di Gattamelata diverrà sposa di Antonio fin dalla giovane età.

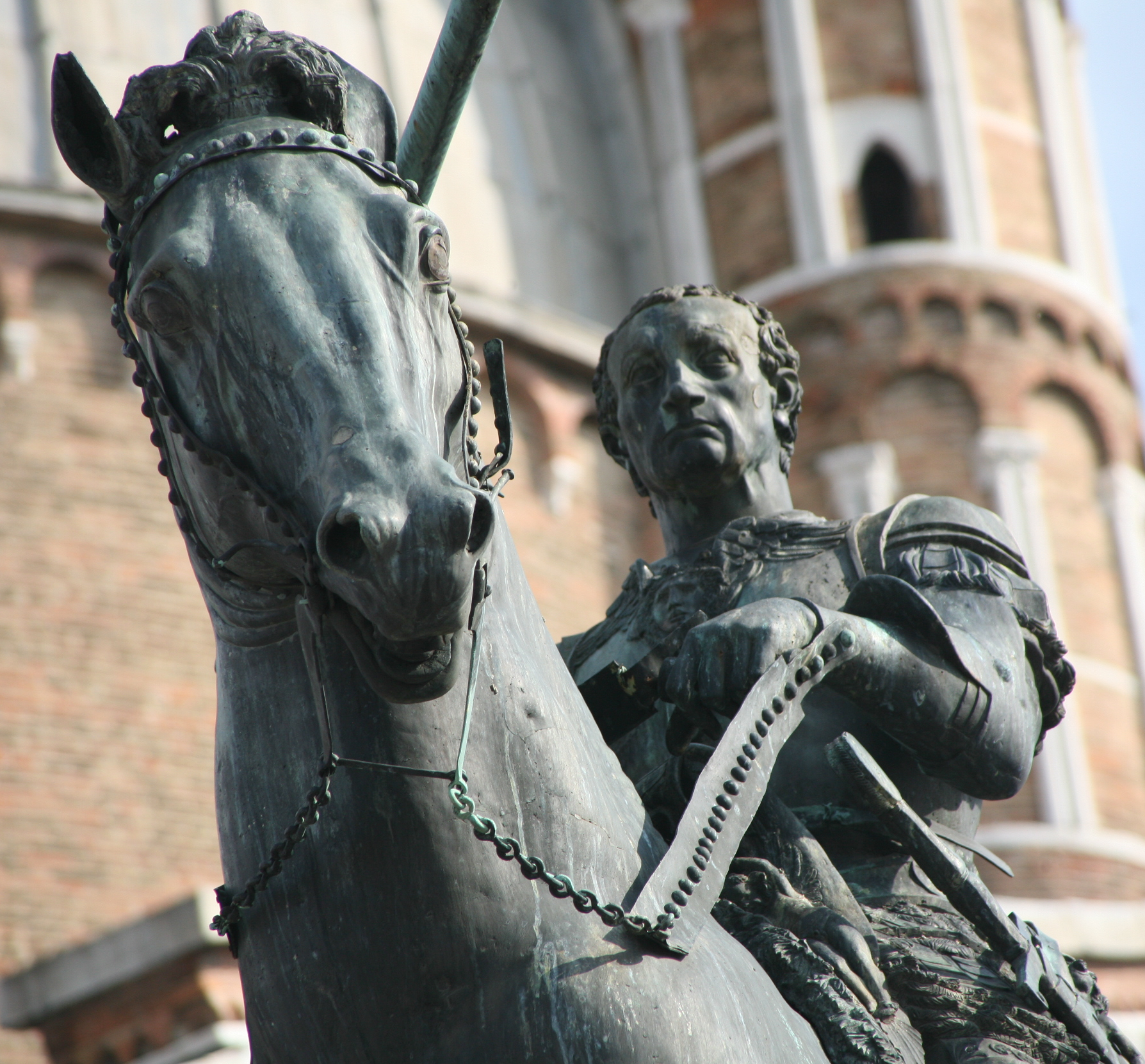
Statua Equestre raffigurante il Gattamelata, opera di Donatello, Padova

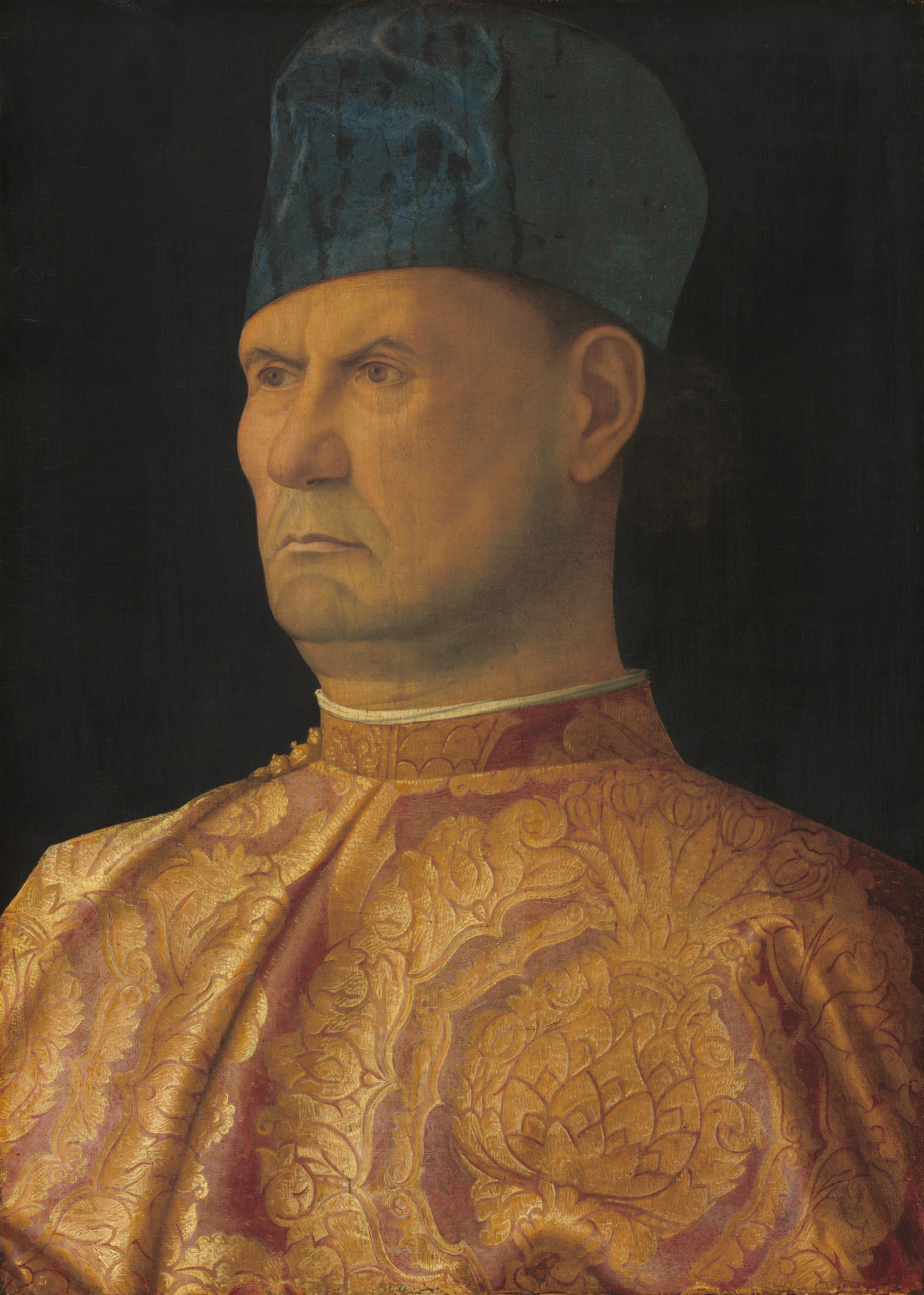
il capitano di ventura Bartolomeo d'Alviano, dal quale i Marsciano discendono, tramite Caterina Monaldeschi della Cervara, nipote dell'Alviano e sposa di Ludovico di Marsciano

Antonio combatte per Venezia e nel 1459, a 30 anni diviene uno dei tre comandanti delle "Lance Spezzate", corpo di altissimo livello, e due anni dopo diviene unico comandante, fatto rarissimo per Venezia, che teme i colpi di stato di questi forti capitani, con una carica che verrà mantenuta per tutto il suo servizio presso la Serenissima. In questo periodo combatterà principalmente contro Trieste, i Turchi, e contro il ducato di Milano (per notizie più precise vedere pagina Antonio di Marsciano).
Nel 1483 Antonio è fatto prigioniero dai ferraresi e per vari motivi deve passare a combattere sotto Lorenzo de' Medici. Firenze è contrapposta a Genova, e il 30 settembre 1484 Antonio nell'assedio di Pietrasanta muore colpito da un pezzo d'artiglieria. Il suo corpo viene portato a Pisa, dove viene tumulato nella chiesa di S. Michele fuori le mura (odierna chiesa di San Michele degli Scalzi).
Nel 1462 Ranuccio di Antonio nasce a Sanguinetto, mentre il padre è al soldo della Repubblica Veneta. Sotto la stessa Repubblica egli diviene capitano di fanteria, nel 1487 passa al soldo dei Fiorentini, nel 1494 ha il comando di 1000 fanti e duecento uomini d'armi, e poco dopo viene inviato da Guido Baldo Duca d'Urbino per il passaggio di Carlo VIII Re di Francia che è alla conquista del Regno di Napoli, e in questa occasione difende Cortona. Nel 1498 Ranuccio è eletto Governatore della Repubblica Fiorentina. Mentre si trova in Pontedera apprende la notizia che settecento cavalieri e mille fanti Pisani hanno appena fatto bottino nelle maremma di Volterra e se ne stanno tornando a Pisa. Con il consiglio di Guglielmo dei Pazzi parte per tagliar loro la strada, a S. Regolo recupera in parte la preda combattendo valorosamente. Sopraggiungono però 1500 uomini pisani che provocano la fuga dei Fiorentini. Nel 1500 Ranuccio lascia il servizio della Repubblica Fiorentina e passa per poco tempo a quello di Bologna. Nell'anno successivo passa ai servizi di Federico d’Aragona Re di Napoli, che gli dà il titolo di Duca di Gravina e lo nomina Governatore Generale nei fatti d'arme contro i Francesi, con trecento uomini d'armi e tremila fanti. In questo conflitto nella città di Capua rimane prigioniero insieme a Fabrizio Colonna e Ugo di Cardona, suoi compagni d'arme. Muore il 29 luglio del 1501, cioè due giorni dopo la sua cattura ad opera dei francesi, per una ferita da freccia, che alcuni sospettano avvelenata per ordine del Duca Valentino, o di Vitellozzo Vitelli, che voleva vendicarsi della morte del fratello Paolo, ucciso dalla fazione di Ranuccio stesso. Ranuccio si era sposato due volte: la prima volta con Luisa Fregoso e successivamente con Giovanna di Roberto Malatesta.

Nel 1455 Nicolò di Baldino acquista la fortezza di Mealla. Nel 1493 è Capitano del Contado di Perugia, e tre anni dopo recupera per il Comune di Orvieto la torre di Salce, in mano a Cesare Bandini di Città della Pieve. Mentre si trova assoldato dai fiorentini sposa una appartenente al casato dei Medici. Muore combattendo a Pisa nel 1496, mentre è al soldo del cugino Ranuccio.

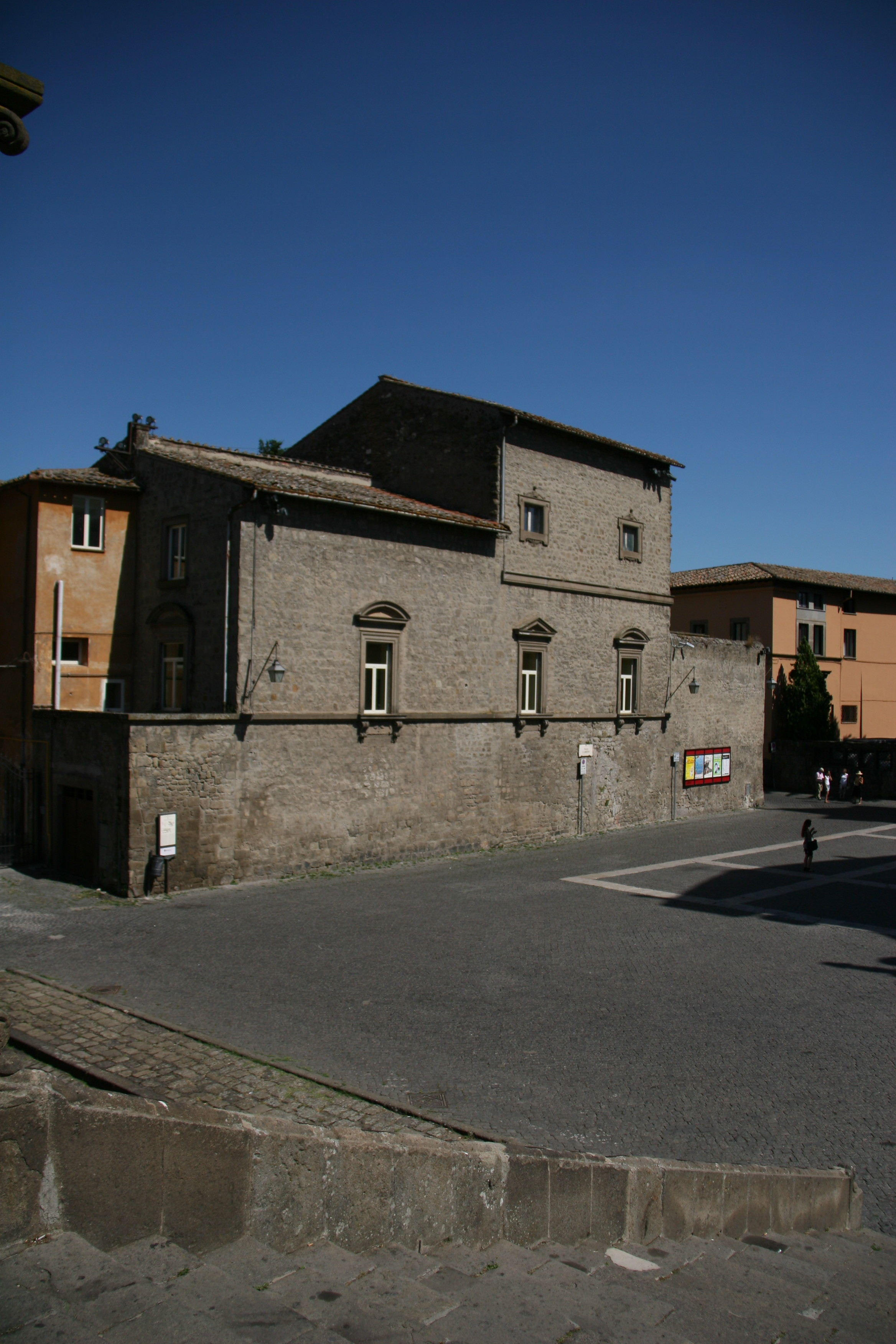
Palazzo Spiriti, poi Marsciano, sulla Piazza S. Lorenzo e di fronte al duomo di Viterbo

### XVI e XVII secolo
Nel 1471 nasce Ludovico di Antonio, che nel 1505 viene mandato ambasciatore del comune d'Orvieto dal Cardinal Farnese (poi Papa Paolo III). Egli è primo Conservatore d'Orvieto per cinque volte, e caporione nella stessa città. Combatte sotto il fratello Ranuccio per Firenze fin dal 1497, come capitano nella guerra contro i Pisani. Nel 1515 viene chiamato da Papa Leone X a militare sotto Giuliano de' Medici. Muore di peste nel 1526 a Viterbo.
Gaspare di Ludovico è primo Conservatore in Orvieto negli anni 1533, 1553, 1555 e 1563, in quest'ultimo anno viene nominato Confaloniere. Sposatosi con Laura Spiriti, nobile viterbese, ha da lei sei figli. È colonnello nella Guerra di Siena nel 1553. Muore ad Orvieto nel 1566. Viene sepolto a Castel di Fiori nell'urna di peperino fatta da lui preparare, nella chiesa dedicata a S.ta Maria Maddalena.

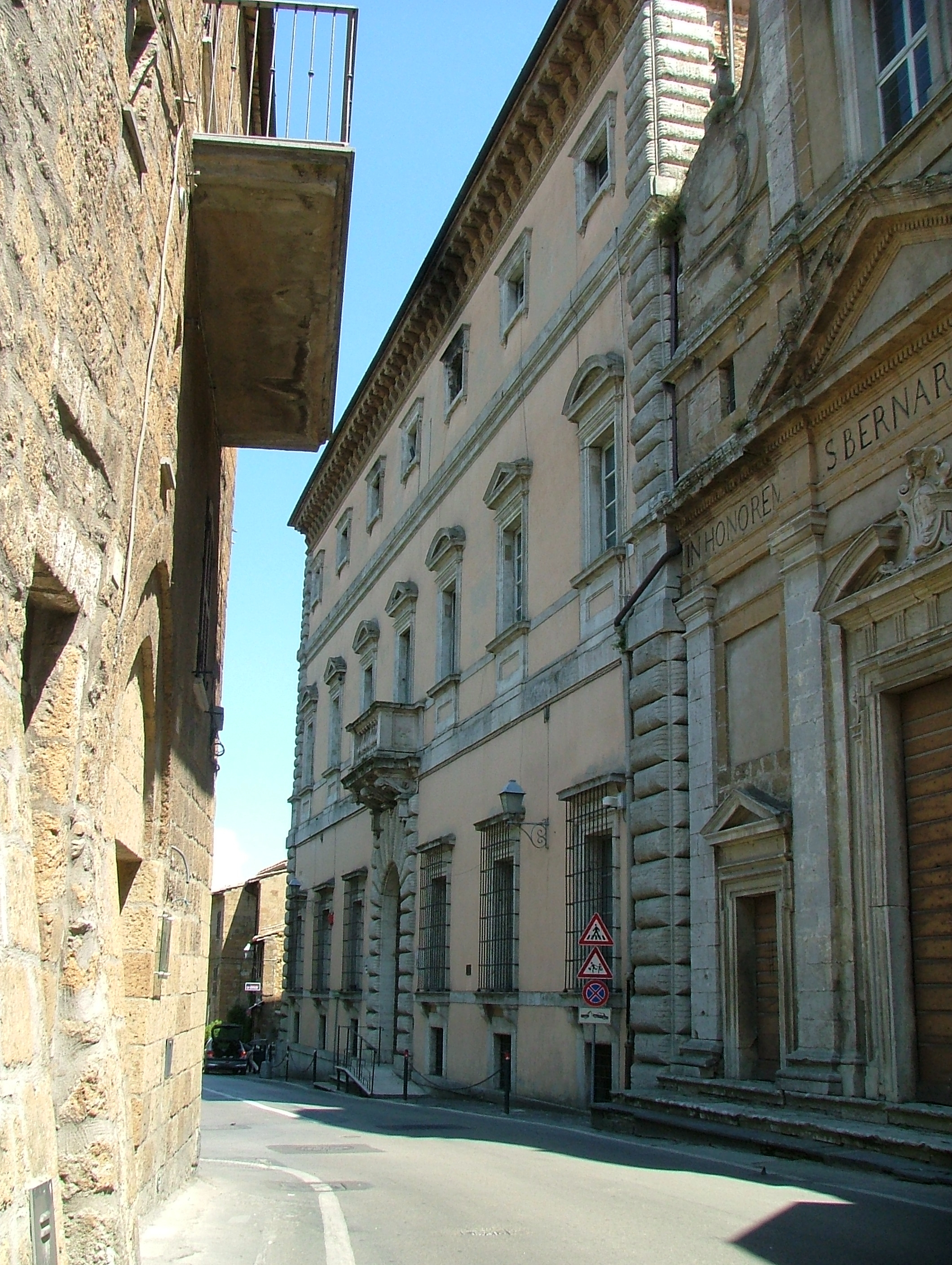
Palazzo Crispo-Marsciano in Orvieto, opera di Antonio da Sangallo il giovane

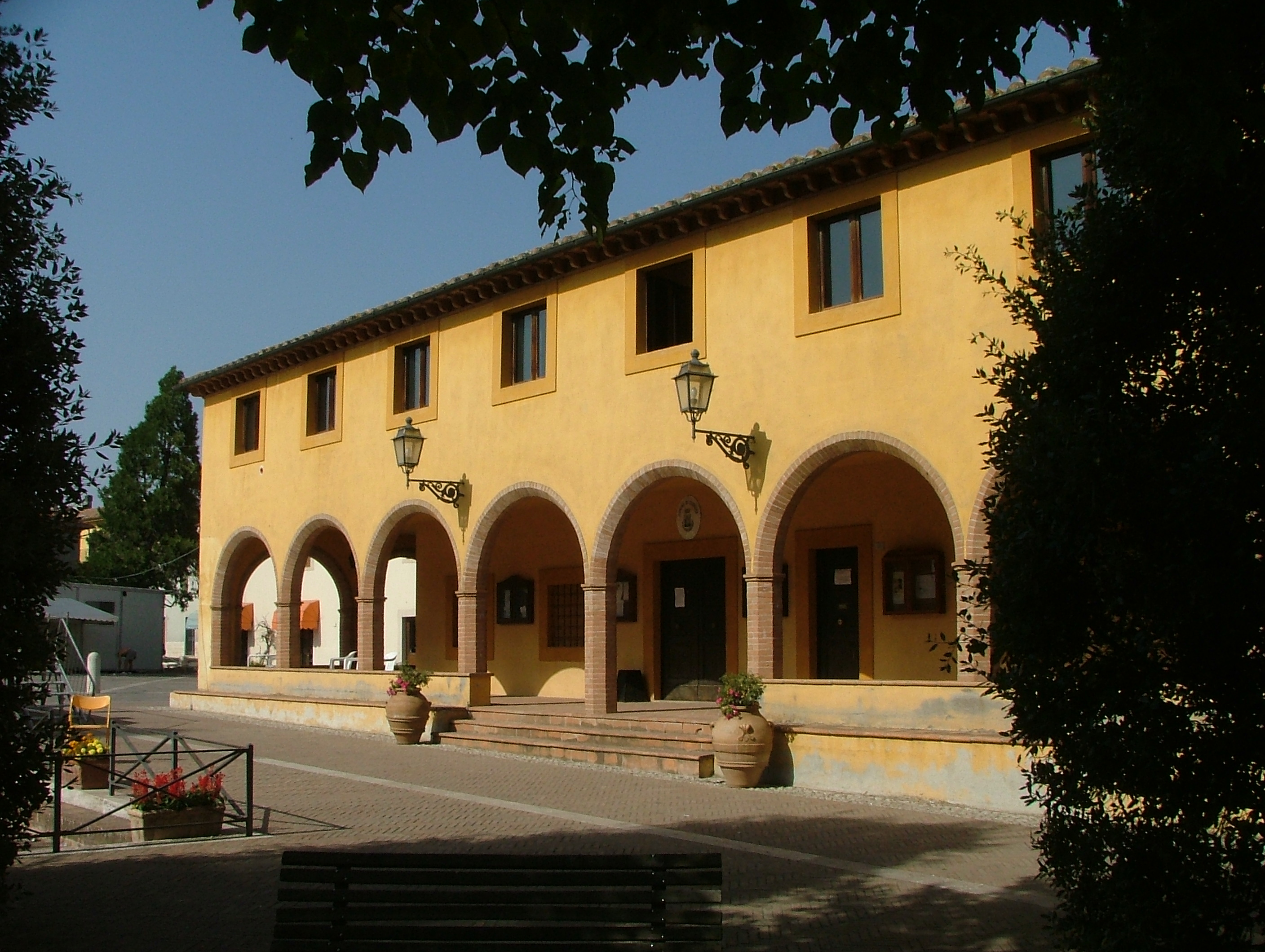
Palazzo di Marsciano in Guardea, ora Municipio

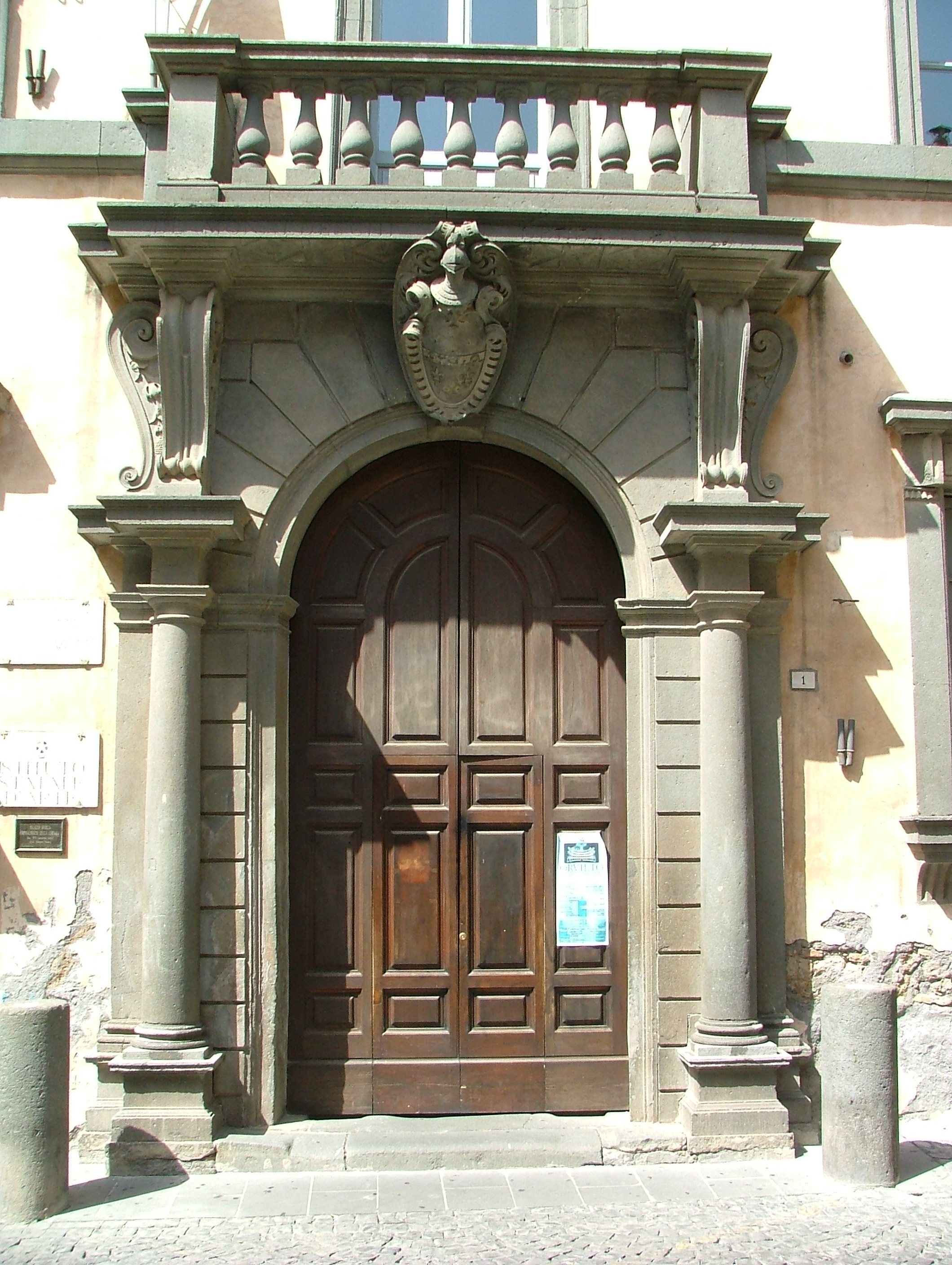
Portale d'ingresso del palazzo Monaldeschi della Cervara-Marsciano in Orvieto

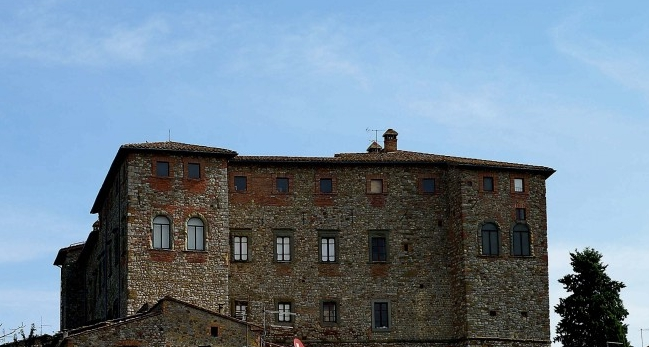
Il possente maniero di Carnaiola, che fu acquistato nel 1602-1603 da Orazio di Marsciano presso la Congregazione dei Baroni

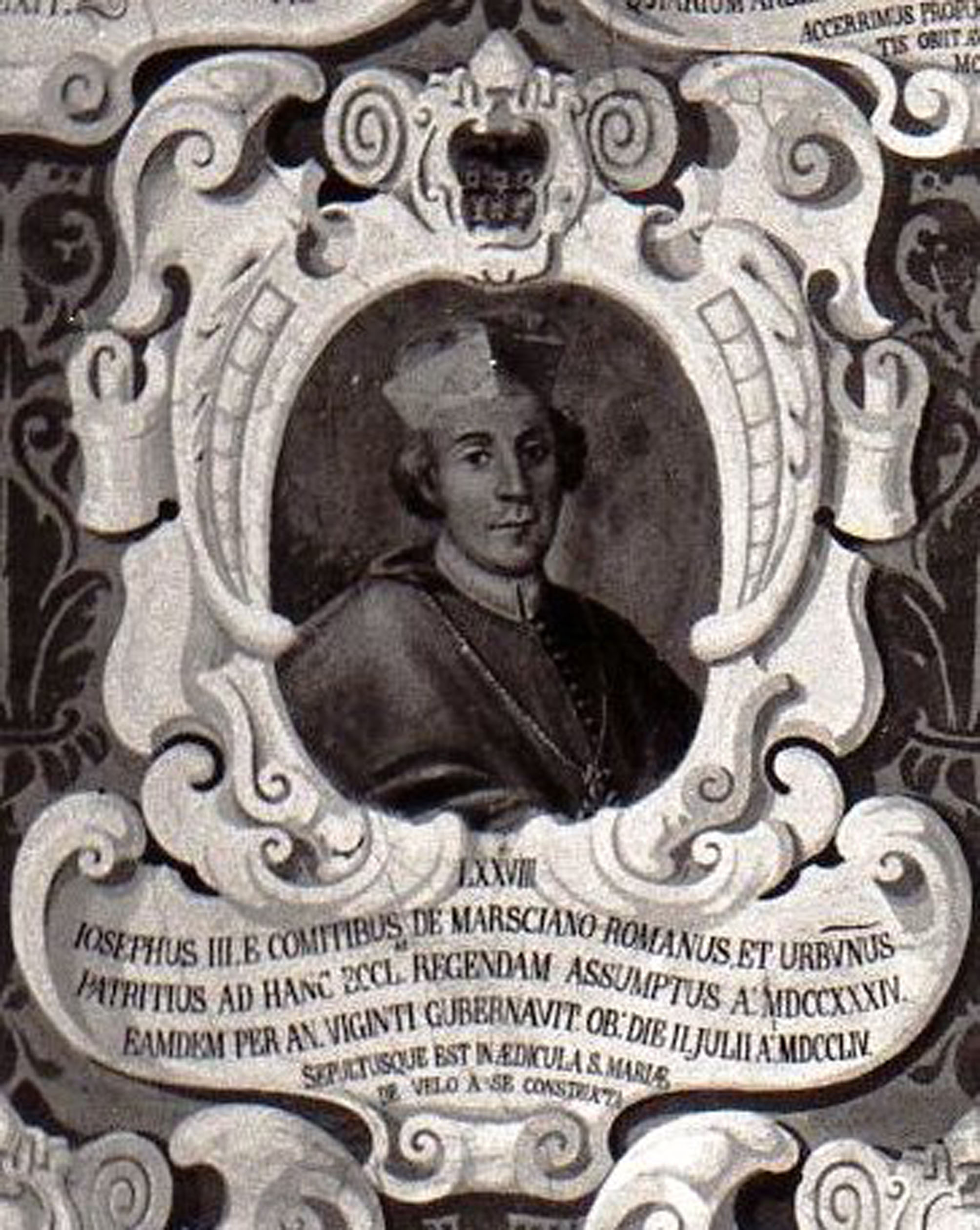
Giuseppe di Marsciano, vescovo di Orvieto dal 1734 al 1754

Ludovico di Gaspare segue la linea dei suoi avi combattendo prima per il papa nel 1566 contro gli Ugonotti in Francia, nel 1570 è al comando di trecento Lance per i veneziani contro i turchi, nel 1575 è luogotenente Generale di quattromila fanti per Paolo Sforza, a sua volta colonnello di Filippo II di Spagna. Nel 1580 diviene colonnello di cavalleria sotto il cardinale Alessandro Sforza, e nel 1595 è Generale dell'esercito Pontificio in Ungheria, a capo di Giovanni Francesco Aldrobrandini nipote dell'allora Papa, ove riceve encomi di soldato esperto e coraggioso. Sposa Porzia Monaldeschi del Cane, dalla quale nasce Orazio, e successivamente Caterina Monaldeschi della Cervara erede per parte materna di Bartolomeo d'Alviano; da questo ultimo matrimonio e ai quattro figli avuti da questa moglie arriva ai Marsciano l'importante feudo di Guardea. A lui si deve il completamento del palazzo Crispo-Marsciano in Orvieto (edificio iniziato e non completato sotto la proprietà di Tiberio Crispo poi acquistato e terminato da Ludovico di Marsciano, con progetto di Antonio da Sangallo il giovane, ora è sede degli Uffici di Polizia Tributaria. Ludovico nel 1600 risulta co-barone di Parrano, ma all'interno della disputa nata con Marcantonio Marescotti per il codominio del feudo è sospettato di una serie di reati tra i quali l'uccisione della prima moglie. Non è ritenuto colpevole, ma poi nello stesso anno muore a Viterbo mentre si sta preparando a seguire il viaggio di Maria de' Medici che diviene sposa di Enrico IV di Francia. Viene tumulato nella chiesa di S. Maria in Gradi, nella sepoltura della famiglia Spiriti, che poi diverrà sepoltura pure di alcuni suoi discendenti. A Parrano gli succede così il parente Ercole di Marsciano, ma le liti con Marcantonio Marescotti spingono a settembre del 1608 Ercole con il fratello Baldino e altri due complici ad uccidere Marcantonio Marescotti con due colpi di archibugio che gli sfondano il petto. A seguito di un processo durato tre mesi affidato al commissario apostolico sabino Torquato Marescotti, i due conti di Marsciano vengono condannati alla pena capitale perdendo definitivamente il possesso del feudo.
Alessandro di Lodovico paggio di Ferdinando I de' Medici e Cosimo II de' Medici, Gran Duchi di Toscana, da quest'ultimo viene decorato con Croce di S. Stefano. Sposa Dianora Baglioni e da questa genera Lorenzo di Marsciano, erudito botanico, raccoglitore di documenti storici della famiglia e committente dell'opera dell'Ughelli anzidetta.
Alessandro muore a Roma nel 1650 e viene sepolto nella basilica di San Lorenzo in Lucina.

### XVIII e XIX secolo

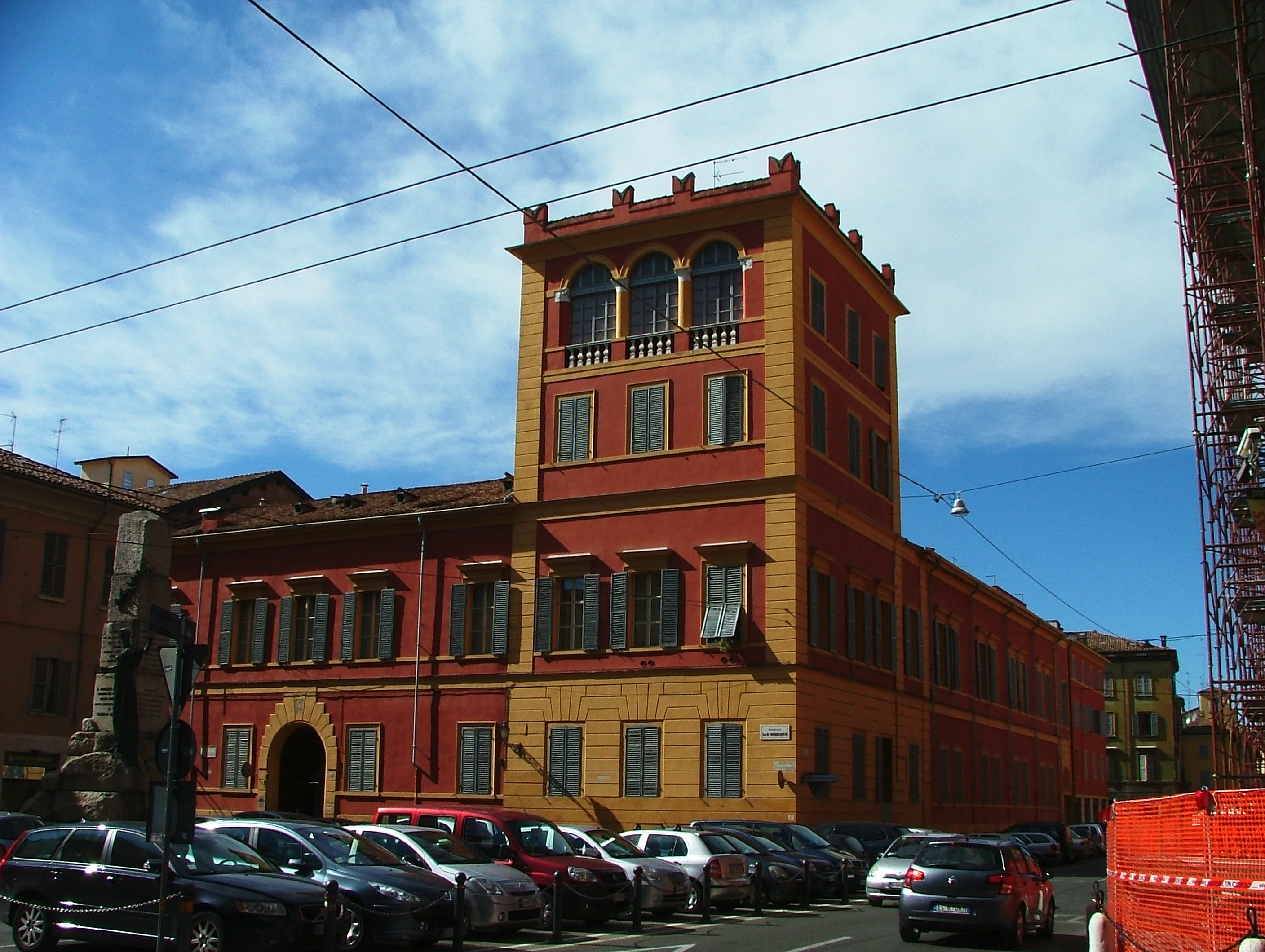
Già palazzo dei Rangoni, passa poi ai Marsciano rimanendo della famiglia per quasi tutto il '700. L'edificio è posto a fianco del Palazzo Ducale (Modena), quasi a simboleggiare il legame dei Marsciano con la corte ducale d'Este

Alla fine del XVII secolo il ramo principale della famiglia sposta la propria residenza principale a Modena, dove Ludovico di Lorenzo di Marsciano (1654-1703) passa stabilmente al servizio del Duca di Modena. Tutto ciò pur mantenendo le proprietà e gli interessi nello Stato Pontificio: il fratello di Lodovico, Ranuccio, monsignore, è infatti chierico della camera apostolica e Prefetto di Segnatura, e diventa poi canonico di San Pietro in Vaticano, senza contare che Lodovico stesso sposa nel 1690 la contessa romana Anna Maria Carcano Testa. L'altro fratello poi, Bulgaro, è capitano delle armi di Campagna e Sabina, e si sposa con la marchesa romana Lucrezia Marcellini.
Con la generazione successiva, che continua a risiedere a Modena, i legami si ampliano verso l'Italia settentrionale, con Alessandro di Ludovico (1691-1758), Generale delle Cacce nel ducato di Modena e Reggio, che sposa la Contessa Maria Renea Scotti di Piacenza (1694-1719) e poi la contessa Marianna Hercolani (1707-1788) di Bologna, dama dell'Ordine della Croce stellata e poi Prima Dama d'Onore alla corte di Francesco III d'Este. Il fratello minore, Giuseppe di Marsciano (1696-1754) inizia la carriera ecclesiastica a Roma per poi divenire Prelato d'onore di Sua Santità, Conte palatino, nel 1732 Vescovo di Orvieto e poi Assistente al Soglio Pontificio. Il continuatore della stirpe Lodovico (1730-11791), figlio di Alessandro, continua la serie dei matrimoni con dame del nord Italia sposando la marchesa Chiara Visconti (1748-1829) di Milano, mentre la sorella Maria (1718-1792) si coniuga a Sassuolo con il conte Giovanni Scotti, Maria Teresa (1723-1803) con il marchese Giuseppe Montecuccoli di Modena, ed Astorre (1731-1788) diventa nel 1756 a Roma Canonico di San Giovanni in Laterano, Alfonso (1739-1796) e Giuliano (1741-1791) sono entrambi Cavalieri nell'Ordine di Malta, arrivando a ricoprire importanti cariche come soprattutto il primo che diviene commendatore di Montecchio e colonnello delle truppe Cesaree.
Il figlio di Lodovico, Francesco (1771-1820), nel 1818 è ancora titolare dei feudi umbri di Carnaiola, Guardea, Castel di Fiori e della metà di Montegiove. Nell'elenco dei maggiori possidenti della provincia di Orvieto del 1842, il patrimonio dei suoi eredi si colloca al terzo posto dietro al Marchese Paolo Antonio Viti e alla Fabbrica del Duomo di Orvieto. La figlia Teodolinda sposa nel 1830 il Conte Luigi Simonetti inviato del Duca di Modena presso la Santa Sede, mentre il figlio Castore (1811-1886) che eredita dal padre il feudo di Guardea sposa la marchesa Caterina Longhi di Fumone (1839-1885), da cui la figlia Isabella (1864-1908). Alfonso (1796-1831), figlio primogenito di Francesco, Guardia Nobile pontificia e cavaliere della Legion d'Onore di Francia sposa Marianna Pappiani e da questi Alessandro (1824-1902), volontario nelle guerre del primo Risorgimento, Luigi (1830-1906), Angelina (1828), e infine Isabella (1827-1898) che risulta in contatto con la patriota bolognese Augusta Tanari Malvezzi.
I Marsciano figurano in due rievocazioni storiche umbre: nel Corteo Storico di Orvieto e nel Corteo storico di Monteleone d'Orvieto.

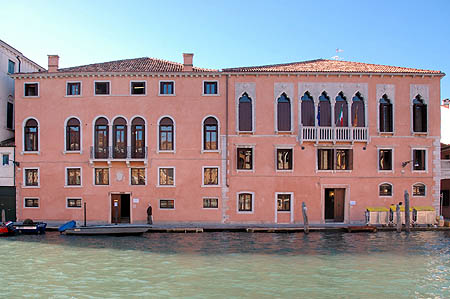
Palazzo Testa a Venezia, poi Marsciano a partire dal '700

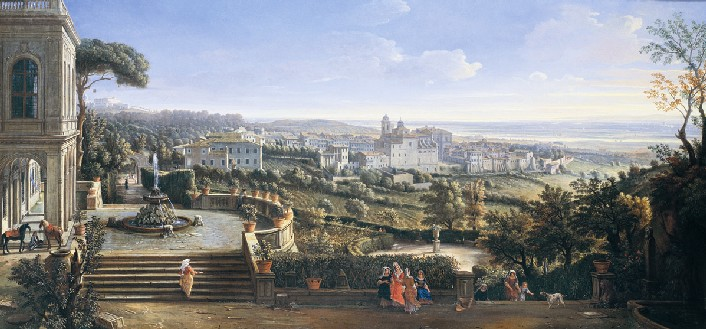
Villa Colonna di Belpoggio a Marino (RM), già casino di caccia dei Principi Colonna, passò prima ai Papiani, poi per eredità ai Marsciano nel corso dell'Ottocento. Marianna Papiani di Marsciano la modificò nello stesso secolo trasformandola secondo lo stile neoclassico allora in voga

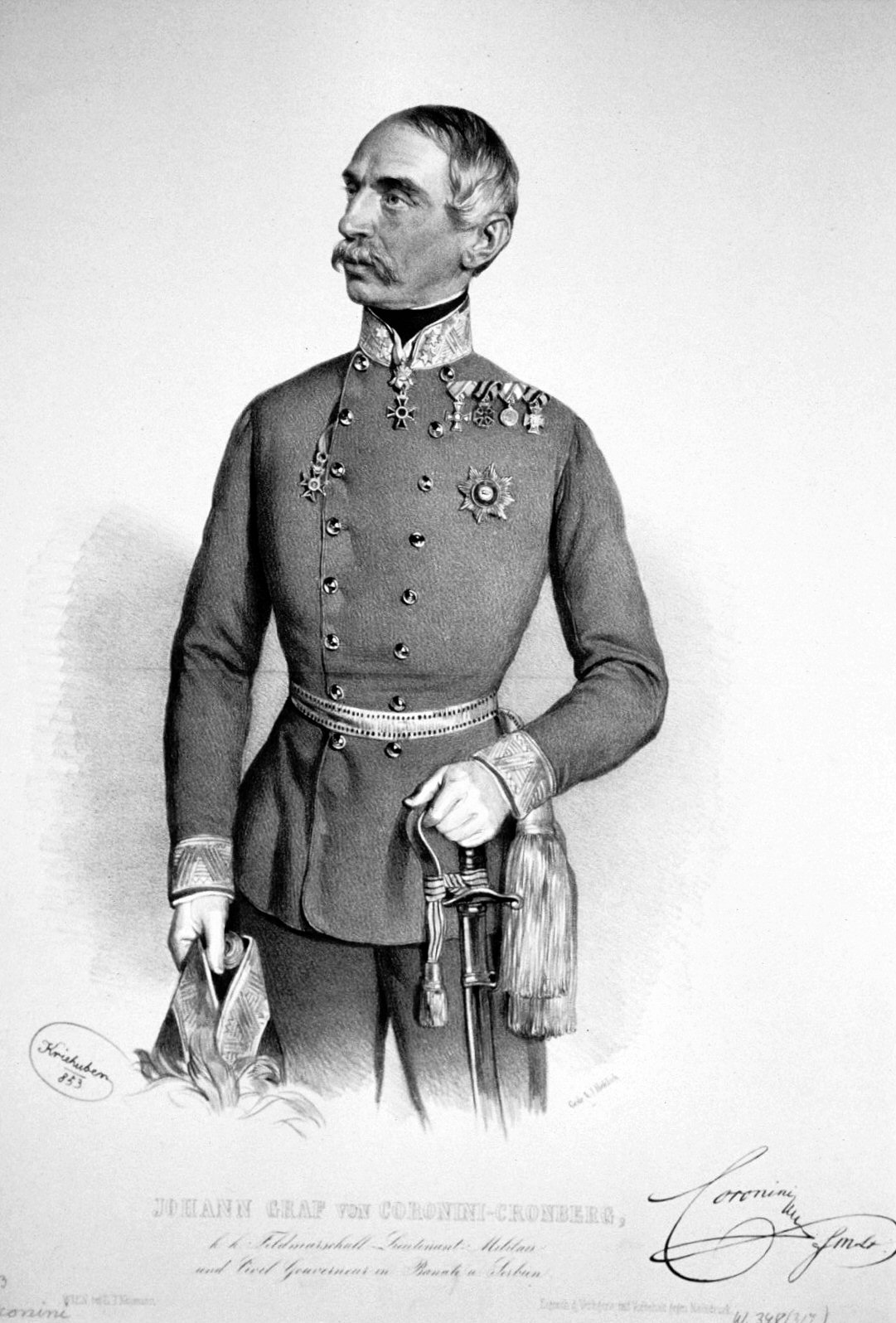
Giovan Battista Coronini, marito di Marianna di Marsciano, con lei istitutore e precettore del giovane Francesco Giuseppe I d'Austria futuro imperatore, e dei suoi fratelli, alla corte asburgica di Vienna

Nel Corteo Storico di Orvieto sfilano il cavaliere dei Marsciano, ovvero una delle figure di rilievo del corteo per ricchezza del costume e importanza, seguito dal suo scudiero, e il Conte di Marsciano posto tra i "nobili delle terre assoggettate", seguito a sua volta dal suo vessillifero che porta l'insegna di famiglia: una bandiera gialla e rossa con lo stemma a tre gigli.
Il Corteo storico di Monteleone d'Orvieto è invece un palio tra le due casate dei Marsciano e dei Montemarte, e rievoca le lotte per il possesso di Castelbrandetto.

### Epoca recente
Contrariamente a quanto erroneamente scritto da Vittorio Spreti nella Enciclopedia Storico Nobiliare Italiana, i Marsciano non sono estinti.

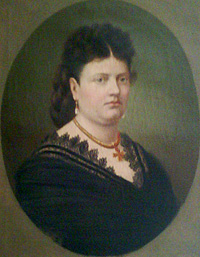
Contessa Isabella di Marsciano (1864-1908) figlia del Conte Castore di Marsciano (1817-1897), e della Marchesa Caterina Longhi di Fumone (Frosinone)

Gli attuali Marsciano dimorano a Brivio in Lombardia nel palazzo settecentesco giunto per le nozze tra il conte Luigi di Marsciano (1830-1906) e la contessa milanese Antonietta Garulli Benedetti, inoltre in Toscana, a Roma e nell'avita Umbria.

## Vescovi appartenenti alla famiglia dei Conti di Marsciano
| Ritratto | Nome                  | Nascita                | Consacrato vescovo                                 | Morte                  | Note |
|          | Giuseppe di Marsciano | Modena, 22 maggio 1696 | 22 gennaio 1733 Vescovo di Orvieto fino alla morte | Orvieto, 2 luglio 1754 |      |

## Albero genealogico

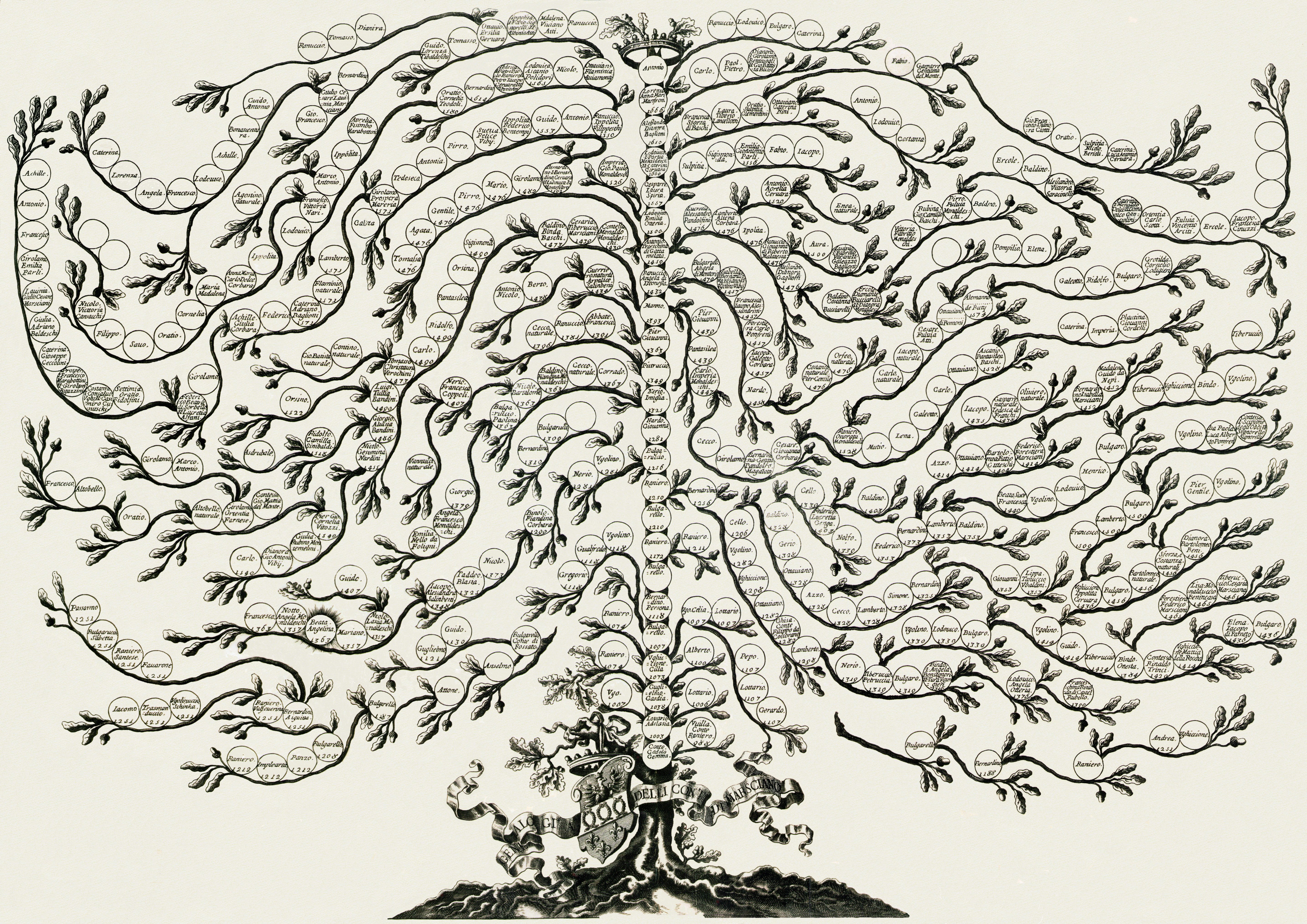
L'albero genealogico pubblicato dall'Ughelli nel 1667

Secondo quanto scritto nel testamento del 1476 del capitano di ventura Antonio di Marsciano, fu fama diffusa dei suoi tempi che la famiglia avesse avuto origini dai barbari Burgundi.
Nel libro dello storico Ferdinando Ughelli, si ipotizza invece l'origine di questa famiglia dai Cadolingi, risalendo nella storia familiare fino alla persona del conte Cadolo (X secolo).
Gli storici moderni sono invece più favorevoli ad accogliere l'ipotesi secondo cui la famiglia discenda dai Conti di Chiusi, come peraltro riportato dallo stesso Antonio di Marsciano nel suo testamento, secondo il quale questa notizia sarebbe stata tramandata dai suoi avi. 
Qui viene riportata la ricostruzione genealogica che accompagna il libro di Ferdinando Ughelli, innestata in quella di Augusto Ciuffetti.

## Stemma

### Versione "primitiva"
È del tipo definito "troncato" da filetto. Nel primo, campo in oro, nel secondo, tre gigli d'oro 2 e 1 in campo rosso. Compare per la prima volta in un documento del 1256.

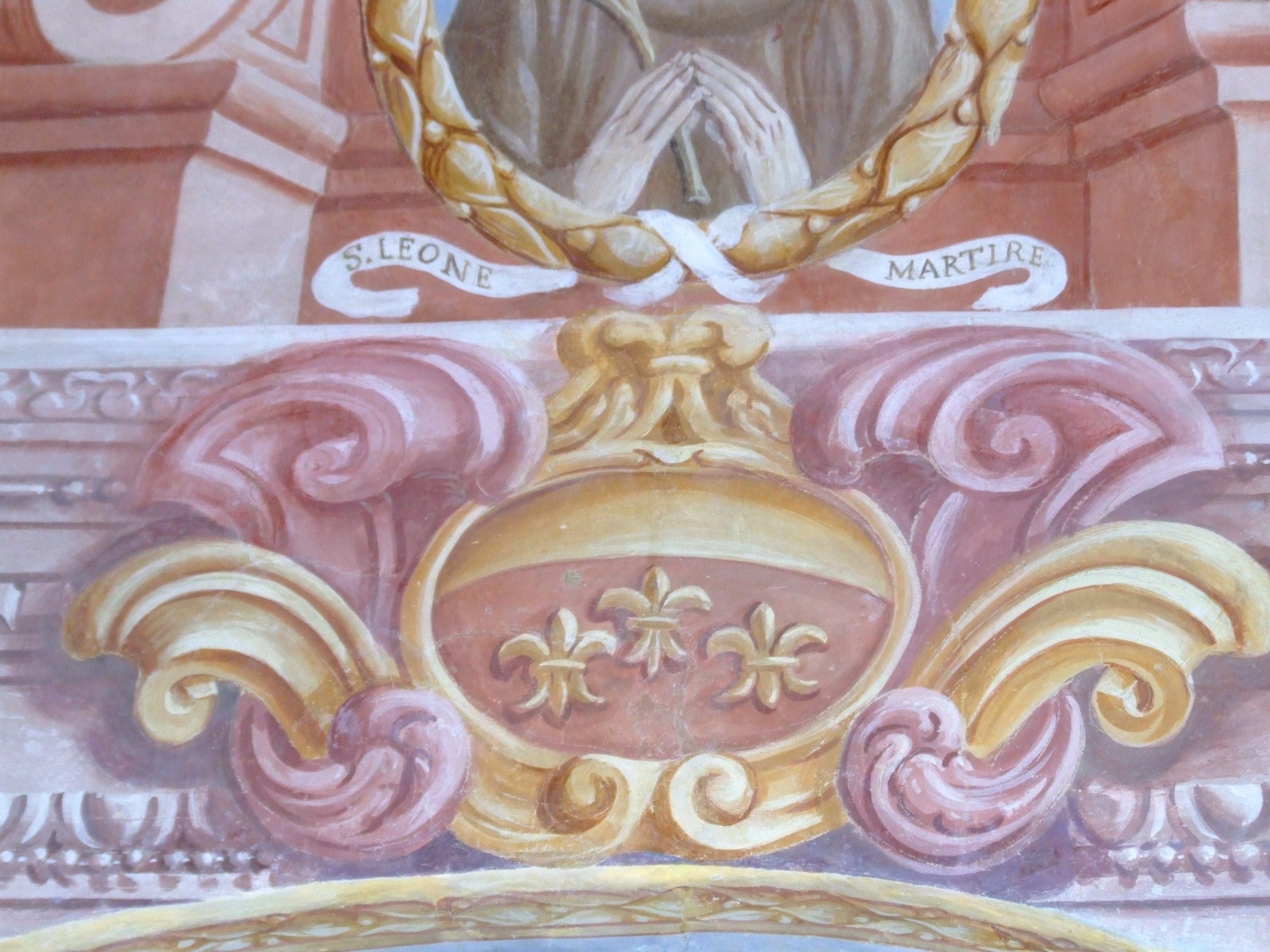
Stemma “primitivo” della famiglia di Marsciano nel convento francescano de la Scarzuola

### Versione con aquila aggiunta
Differisce dal precedente per l'aggiunta dell'aquila imperiale che fu concessa dall'imperatore Enrico VII di Lussemburgo, disceso in Italia e ospitato dai Conti di Marsciano nel Castello di Poggio Aquilone nell'anno 1312.

### Versione "moderna"
È del tipo definito "interzato in fascia": nel primo d'oro all'aquila di nero rostrata di rosso e coronata nel campo; nel secondo d'argento a tre ghirlande d'alloro o trecce militari al naturale in fascia: nel terzo di rosso a tre gigli d'oro 2 e 1. Cimiero: un cavallo nascente.

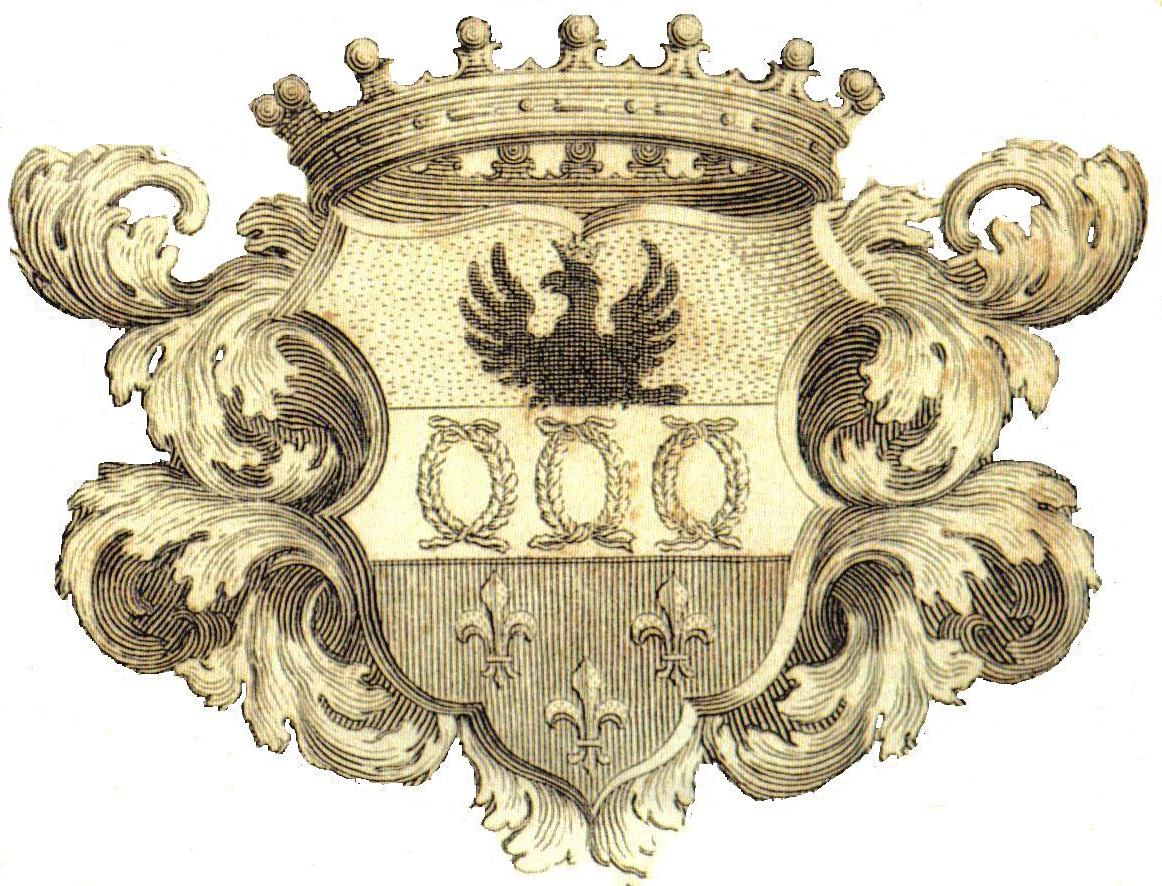
Stemma interzato (monocromatico)

## Toponomastica
Vie che portano il nome della famiglia umbra si trovano soprattutto in Umbria:
sono intitolate a Antonio di Marsciano (capitano di ventura) a Migliano (frazione di Marsciano) (PG), alla Beata Angelina di Marsciano a Roma e ad Assisi, e più in generale alla famiglia dei Conti di Marsciano a Orvieto e a Marsciano stessa.